# The Sheriff of Fractured Jaw
 The Sheriff of Fractured Jaw és una pel·lícula estatunidenca dirigida per Raoul Walsh, estrenada el 1958.

## Argument[1]
La història gira al voltant de Jonathon Tibbs, el fill jove d'una família d'armers anglesos. Viatja a l'Oest americà cap al 1880 per vendre armes de foc. Mentre és allà inadvertidament adquireix una reputació de ràpid en treure la pistola a causa. Intenta netejar la ciutat fent servir les habilitats que té i per la seva diplomàcia.

## Repartiment
- Kenneth More: Jonathan Tibbs
- Jayne Mansfield: Kate
- Henry Hull: Major Masters
- Bruce Cabot: Jack
- Ronald Squire: Toynbee
- William Campbell: Keeno
- Sid James: El borratxo
- Reed De Rouen: Clayborne
- Charles Irwin: Luke
- Donald Stewart: The Drummer
- Clancy Cooper: Un perruquer
- Gordon Tanner: Bud Wilkins
- Robert Morley: Oncle Lucius
- David Horne: James
- Eynon Evans: Manager